# Вулиця Маршала Юзефа Пілсудського (Краків)
 Вулиця Маршала Юзефа Пілсудського (пол. Ulica Marszałka Józefa Piłsudskiego) — вулиця в Кракові, в дільниці I Старе місто, у Новому Святі ; з'єднує Старе місто з Блонею.

## Історія

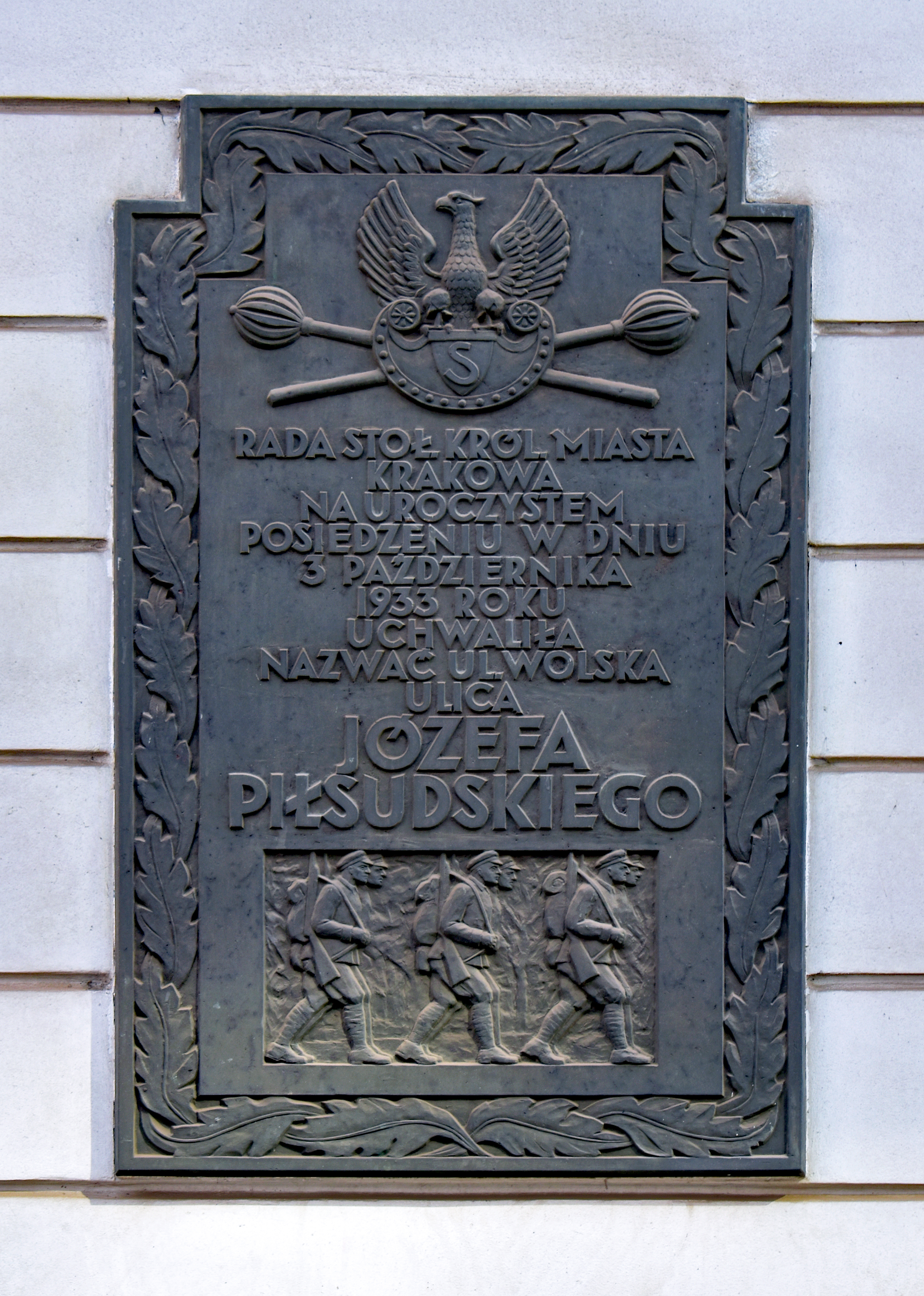
вул. Пілсудського 2
Пам'ятна дошка про зміну назви вул. Вольська.

Перша дорога на місці нинішньої вулиці була побудована ще в Середньовіччі. Ця дорога вела до села Воля Хелмська, яке з 16 століття називалося Воля Юстовська. Власником цього міста з 1528 року був Йост Децюш — королівський секретар і радник Кракова.
У 1807 році нинішня вулиця Пілсудського була записана як вулиця Вольська (ulica Wolska) (Wohler Gasse), цю ж назву підтверджує карта міста Кракова в межах траншей 1836 року. Тоді вулиця доходила лише до річки Рудави в її старому руслі — тепер там перехрестя з вулицею Реторика. На цьому місці були укріплення та траншеї, побудовані на початку XIX століття замість зруйнованих міських мурів. У першій половині XIX століття територія рогу нинішніх вулиць Пілсудського та Флоріана Страшевського була зайнята садами та невеликими будинками. У 1839 році цю ділянку придбав Яцентій Кохановський. За його наказом тут був побудований готель у формі італійської вілли епохи Відродження. Його будівничим був майстер-муляр фон П'єрре, будівельний підприємець, який прибув з Відня. Будівництво було завершено в 1841 році. Вілла, названа «Коханув» на честь її власника, викликала великий інтерес у польській архітектурній та мистецькій спільноті. Познанський «Orędownik Naukowy» писав у 1842 році наступне: "Нововідкрита вулиця — Новий Свят — була прикрашена прекрасною віллою «Коханув», як говорить напис на ній, збудованою з землі минулого року. Ця вілла є справжньою перлиною архітектури, шедевром смаку, елегантності та сучасного стилю. Зараз на цьому місці будують будинки № 4 та 6 за адресою вул. Пілсудського та наріжний будинок (вул. Пілсудського 2) № 21-22 на вул. Страшевського. У 1960-х роках У 1880-х роках укріплення перенесли на лінію сучасної Алеї Трьох Вещунів. У зв'язку з таким продовженням вулиці в її кінці збудували Вольську браму. Крім того, утворена ділянка вулиці була забудована на межі ХІХ-ХХ століть.
Рішенням Краківської міської ради від 3 жовтня 1933 року через близькість Олеандрів, пов'язаних з легіонерською історією, вулицю було названо на честь Юзефа Пілсудського (на цьому ж засіданні маршалу було надано звання почесного громадянина міста).
Під час німецької окупації вулиця мала назву Universität Straße. Після закінчення Другої світової війни у 1948 році назву вулиці було змінено на вул. Липневого маніфесту.
У 1990 році їй було повернуто попередню назву — вулиця Маршала Юзефа Пілсудського.

## Забудова
- Будівля Академії театрального мистецтва ім. Станіслава Виспянського — вул. Пілсудського 2 (кут вул. Страшевського 21-22 (ul. Straszewskiego)).
- Палац Потулицьких — вул. Пілсудського 4, збудований у 1874—1875 рр. за проєктом Леандро Марконі за участю Філіпа Покутинського. Колишня Resursa Kupiecka, нині резиденція Вищої семінарії Краківської архідієцезії
- Історична кам'яниця в стилі модерн — вул. Пілсудського 9, збудована у 1903—1906 рр., спроєктована Беніаміном Торбе (Beniamin Torbe).
- Палац Чапських — вул. Пілсудського 10-12, збудований у 1880-х роках за проєктом Антонія Сєдека. Нині там знаходиться будівля Національного музею ім. Емерика Гуттен-Чапського[6] .
- Будинок Владислава Лозінського — вул. Пілсудського 14, власність Національного музею, у будівлі розміщено Архів, відділ стародруків і рукописів, а також майстерню консервації паперу та шкіри, палітурну майстерню та лабораторію аналізу та неруйнівного контролю історичних об'єктів.
- Будинок Союзної друкарні (згодом Національної друкарні) — вул. Пілсудського 19, побудований у 1911—1912 роках за проєктом Теодора Гофмана (Teodor Hoffmann).
- Палац Осташевських — вул. Пілсудського 24 (ріг вул. Реторика), збудований у 1895 році. Проєкт Юзефа Покутинського (Józef Pokutyński).
- Будинок ТГ Сокол — вул. Пілсудського 27, збудований у 1889 році за проєктом Кароля Кнауса, розширений у 1894 році Теодором Тальовським; на стіні знак великої води від 12 липня 1902 року.
- Кам'яниця Співоча жаба — на розі з вул. Реторика 1 за проєктом Теодора Таловського, створена в 1889 році.
- Вольська митниця — колишня міська митниця, вул. Piłsudskiego 29 (ріг ал. Адама Міцкевіча), проєкт Стефан Жолдані (Stefan Żołdani), 1983.
- Будинок на два фасади — вул. Пілсудського 40 (ріг Ал. Красинського 25), будинок архітектора Владислава Екельського, спроєктований ним.
- Історичні кам'яниці вул. Пілсудського 30, 34, 36, 38, спроєктовані Henryk Lamensdorf, Славомир Одживольський, Беніамін Торбе (Beniamin Torbe) — шановними краківськими архітекторами.

На цій вулиці, у сквері між вулицями Ґарнчарською (Ul. Garncarska) та Венецією (Ul. Wenecja), у 2008 році було відкрито пам'ятник Юзефу Пілсудському за проєктом Чеслава Дзвігая (Czesław Dźwigaj).

## Галерея

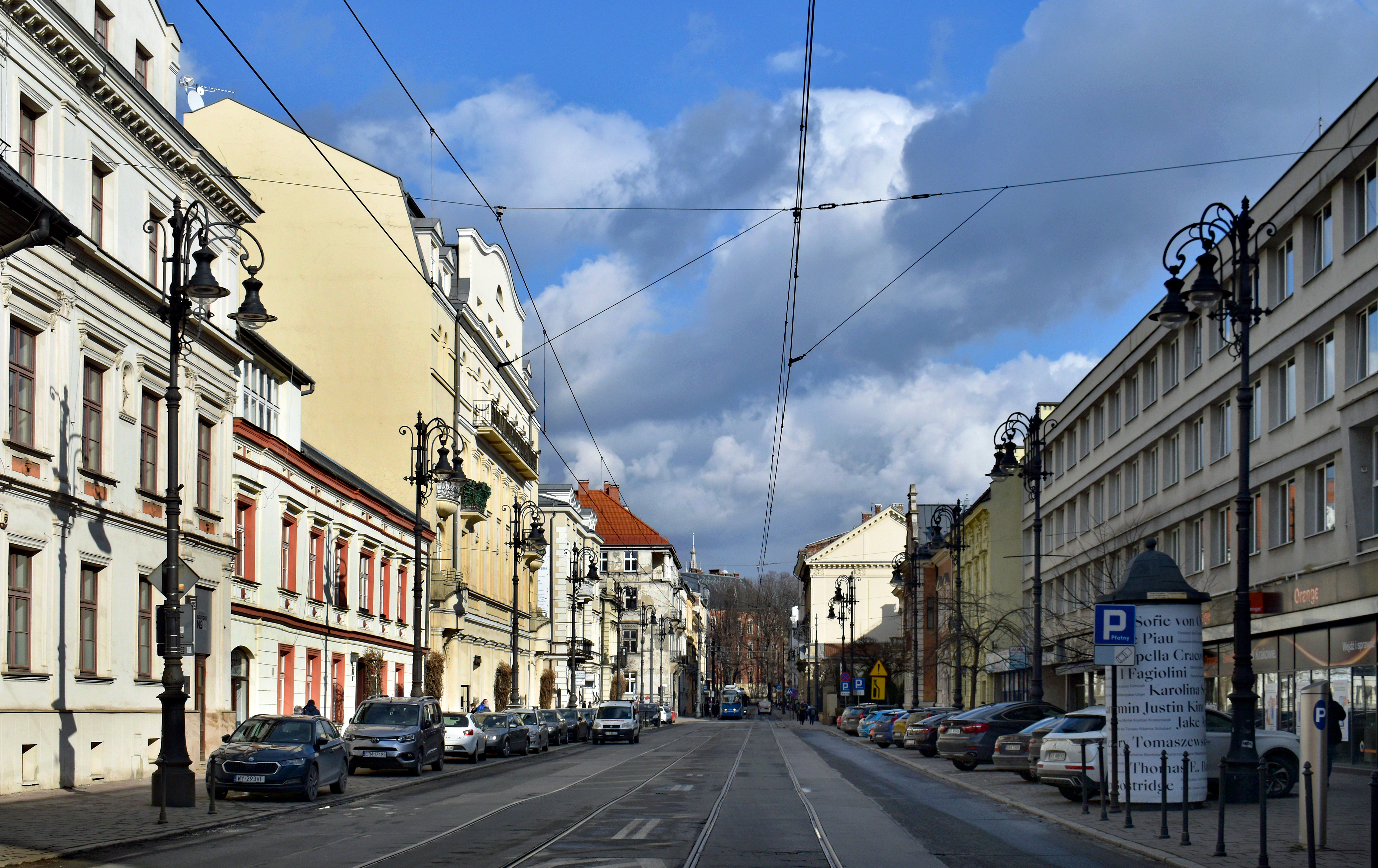
Вигляд від перехрестя з вул. Гарнчарська (ul. Garncarską) (на всхід)
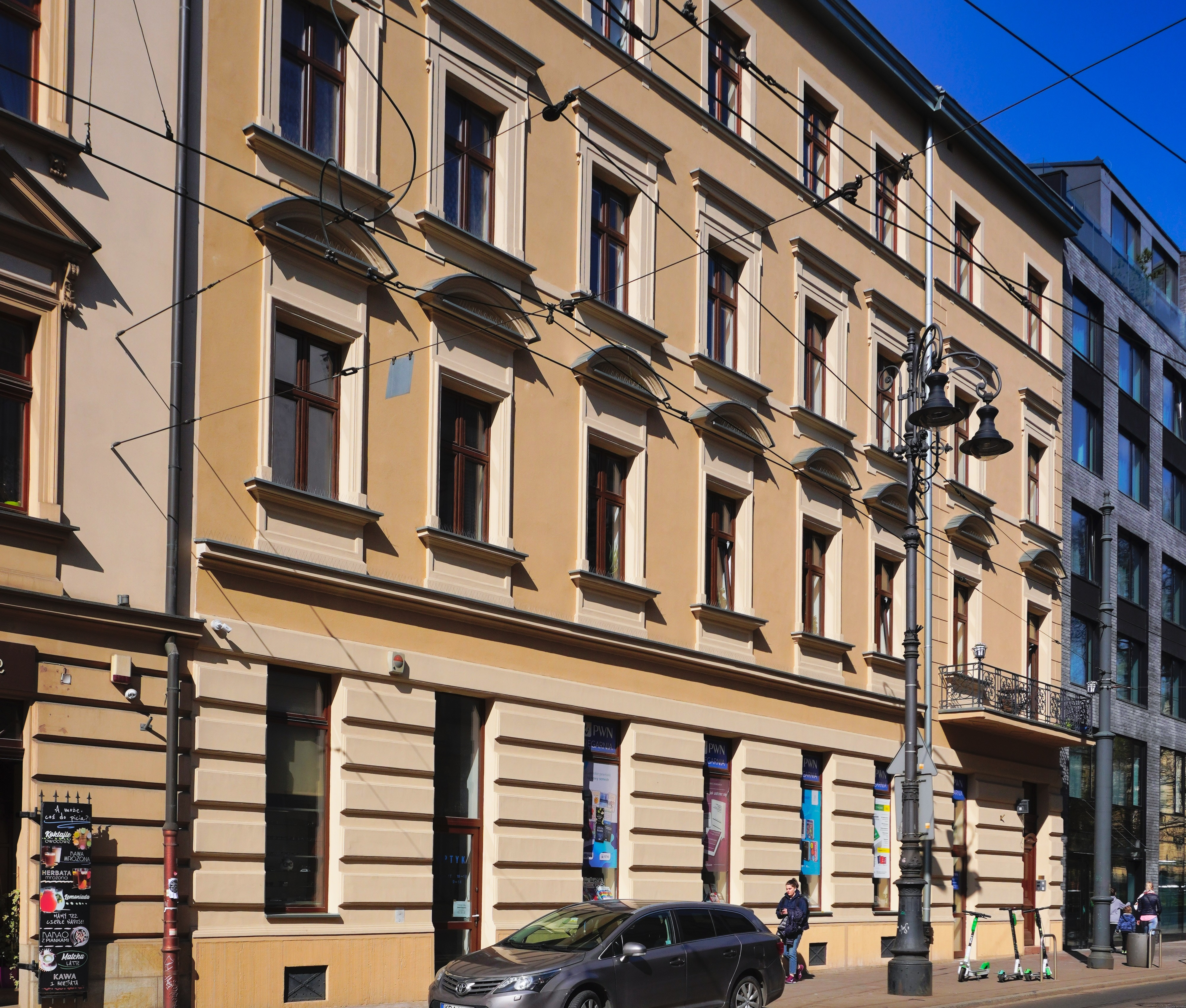
вул. Пілсудського 3 Кам'яниця проєкт Stefan Ertel, 1893 р.
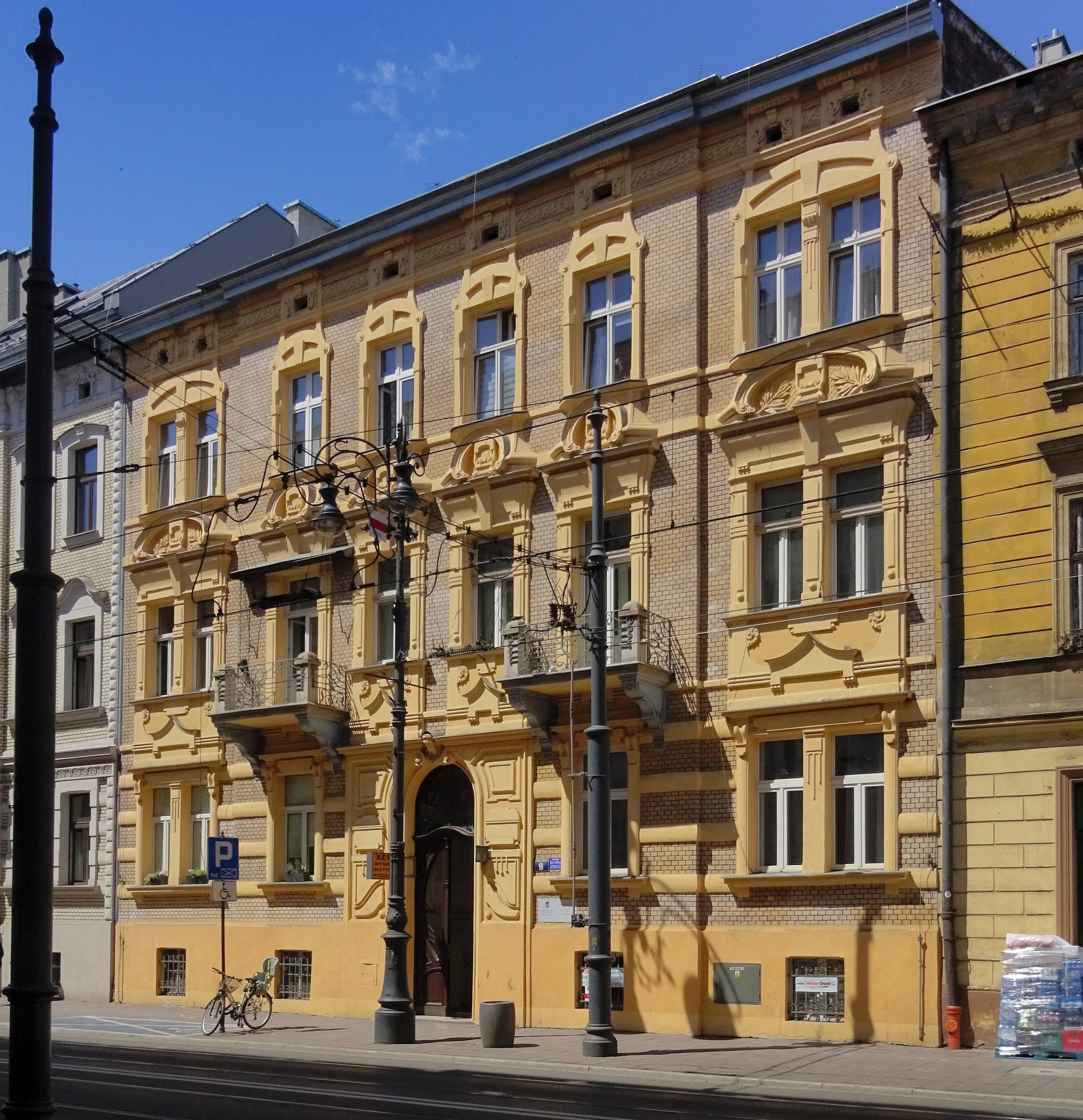
вул. Пілсудського 9 Кам'яниця проєкт Beniamin Torbe, 1906 р.
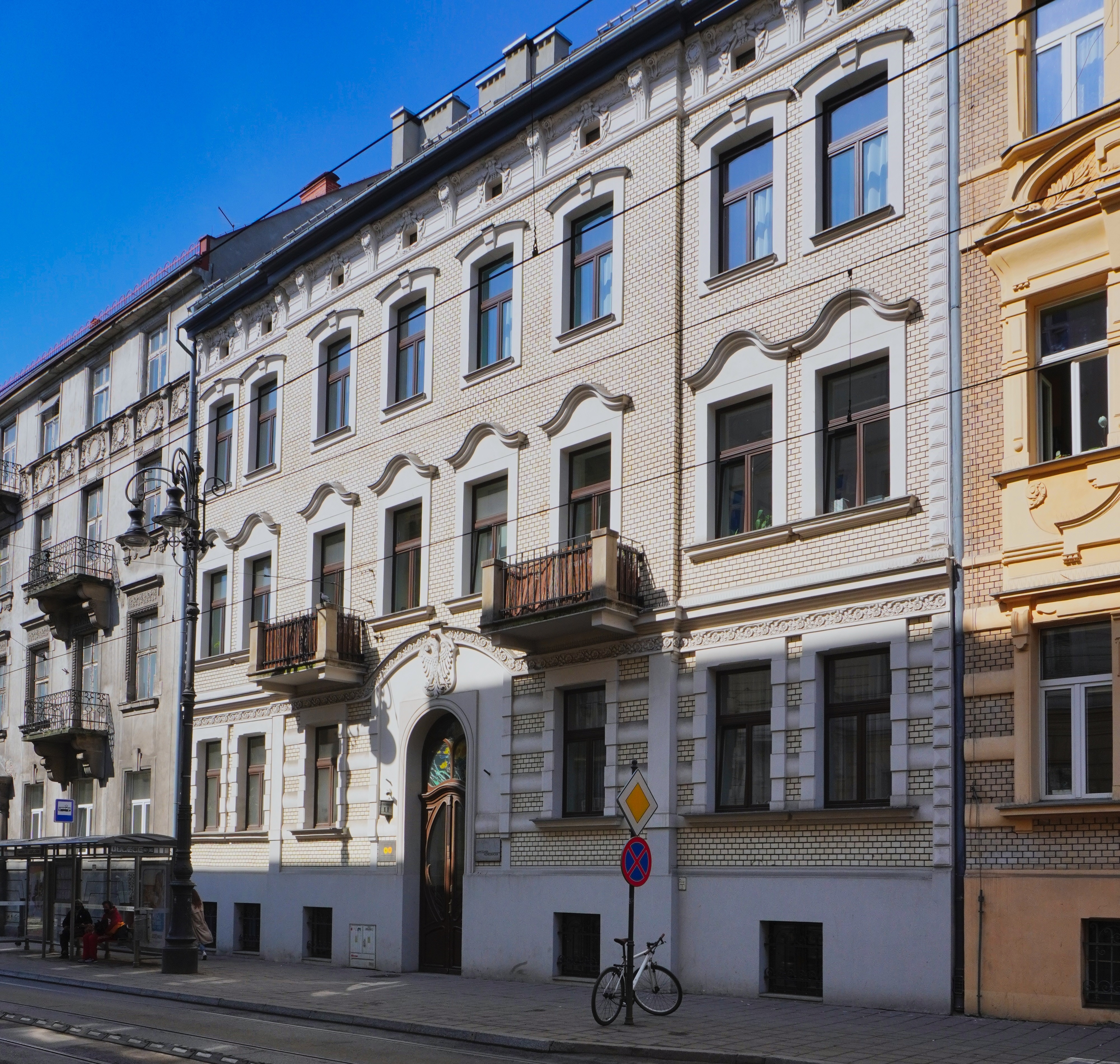
вул. Пілсудського 11 Сецесійна Кам'яниця
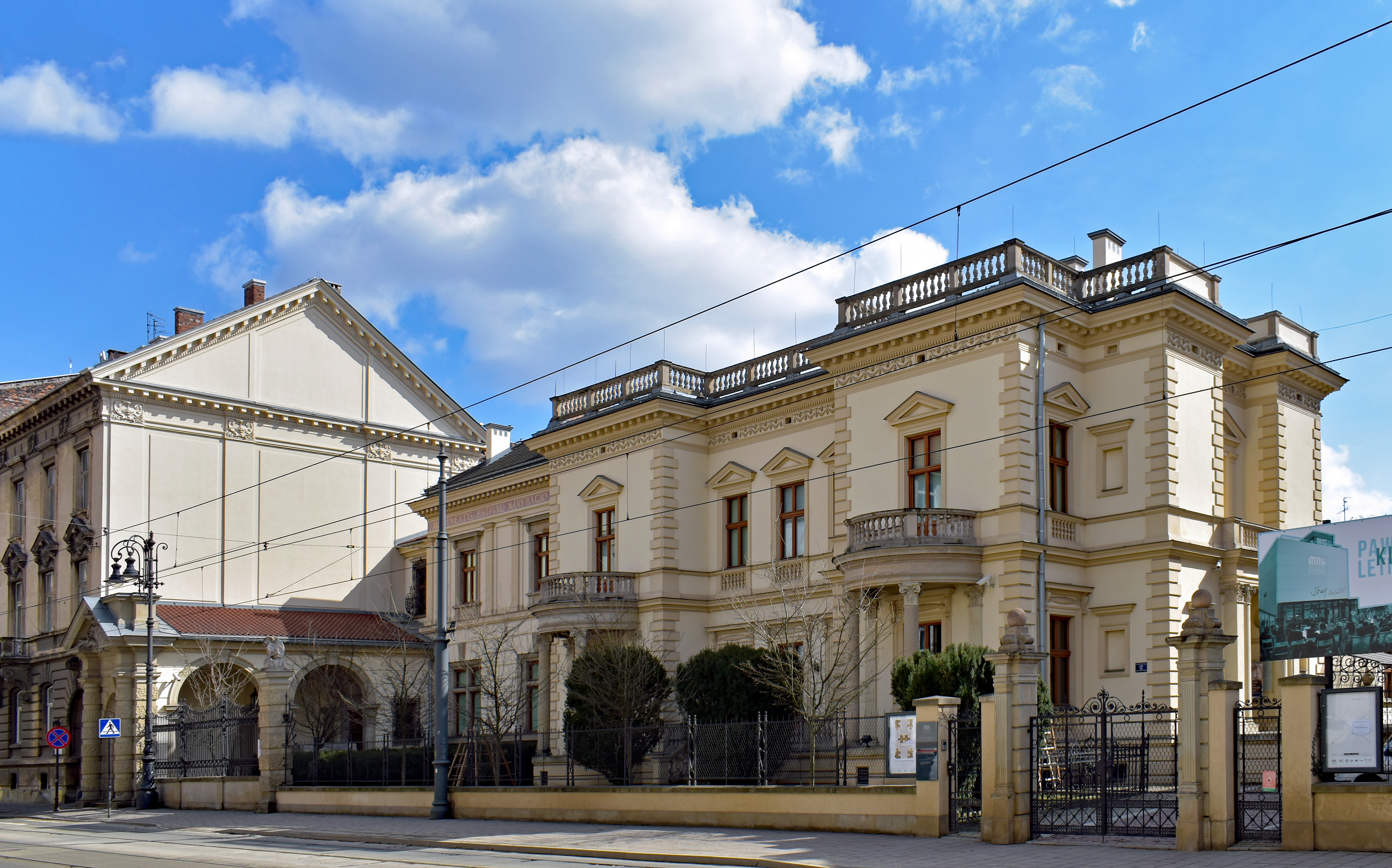
вул. Пілсудського 10-12 Палац Гуттен-Чапських
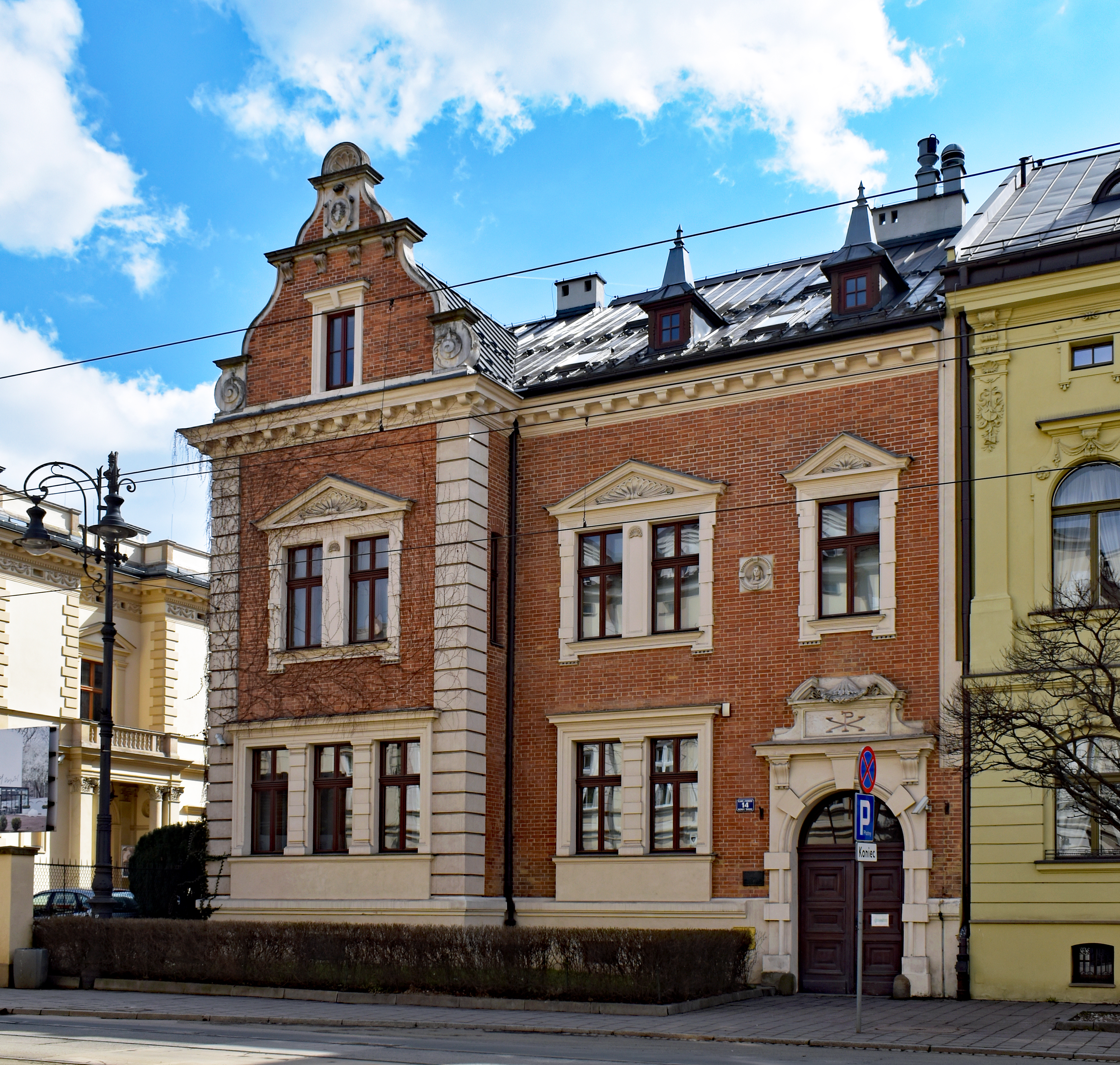
вул. Пілсудського 14 Будинок Владислава Лозінського
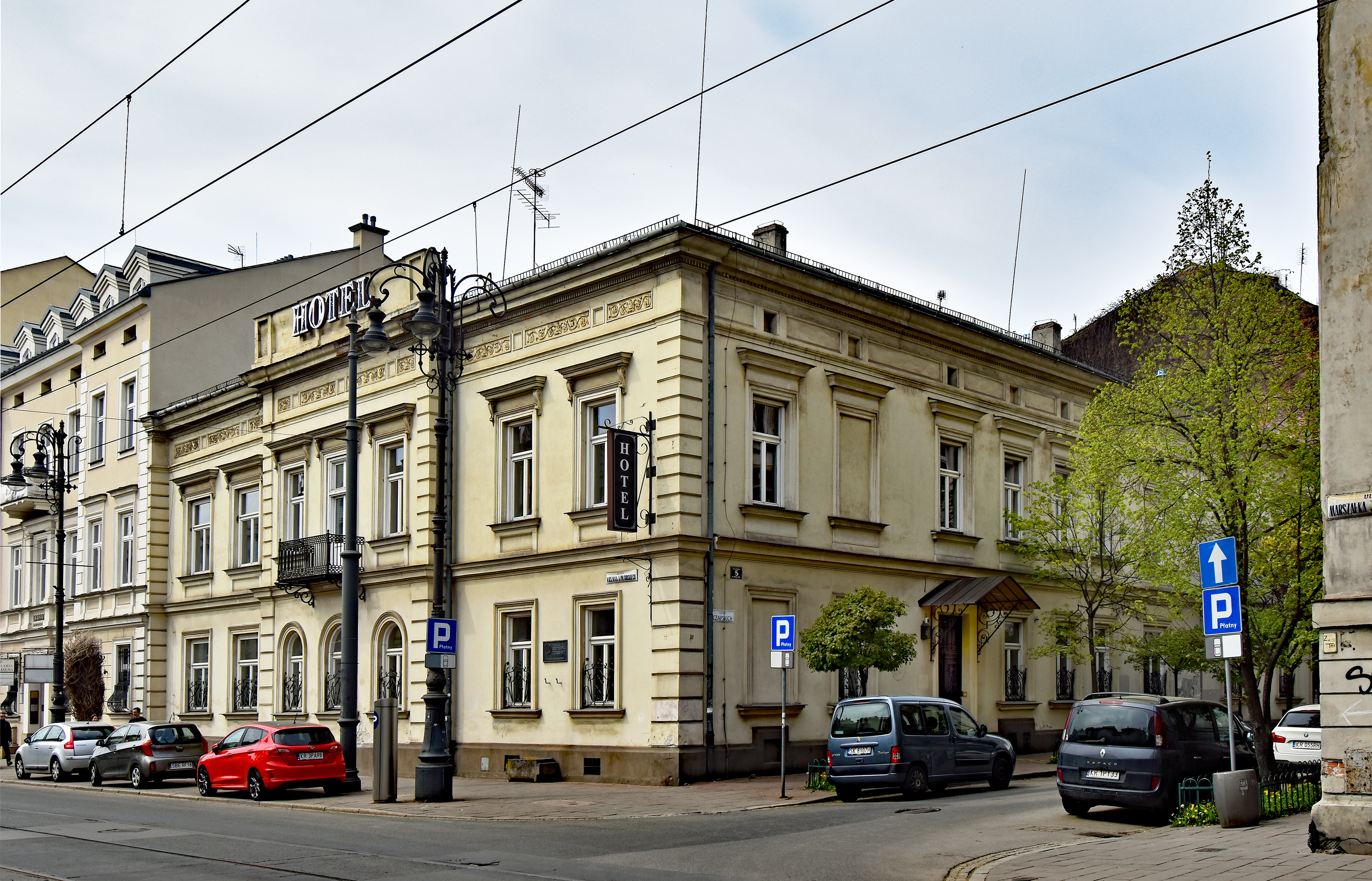
вул. Пілсудського 15 (вул. Чапських 5) Будинок, до 1878 р.
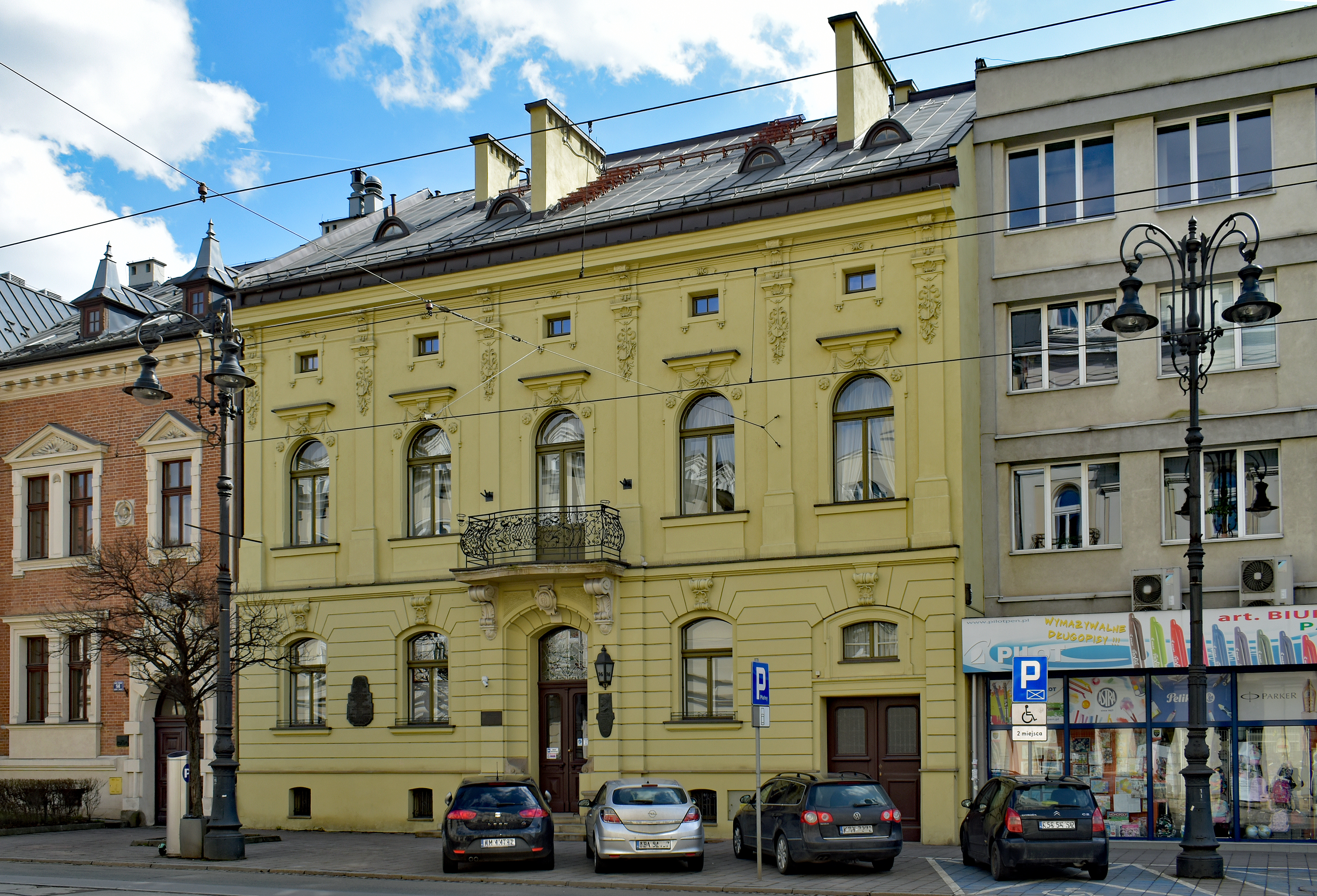
вул. Пілсудського 16 Будинок гостьовий АГХ „Sienkiewiczówka”
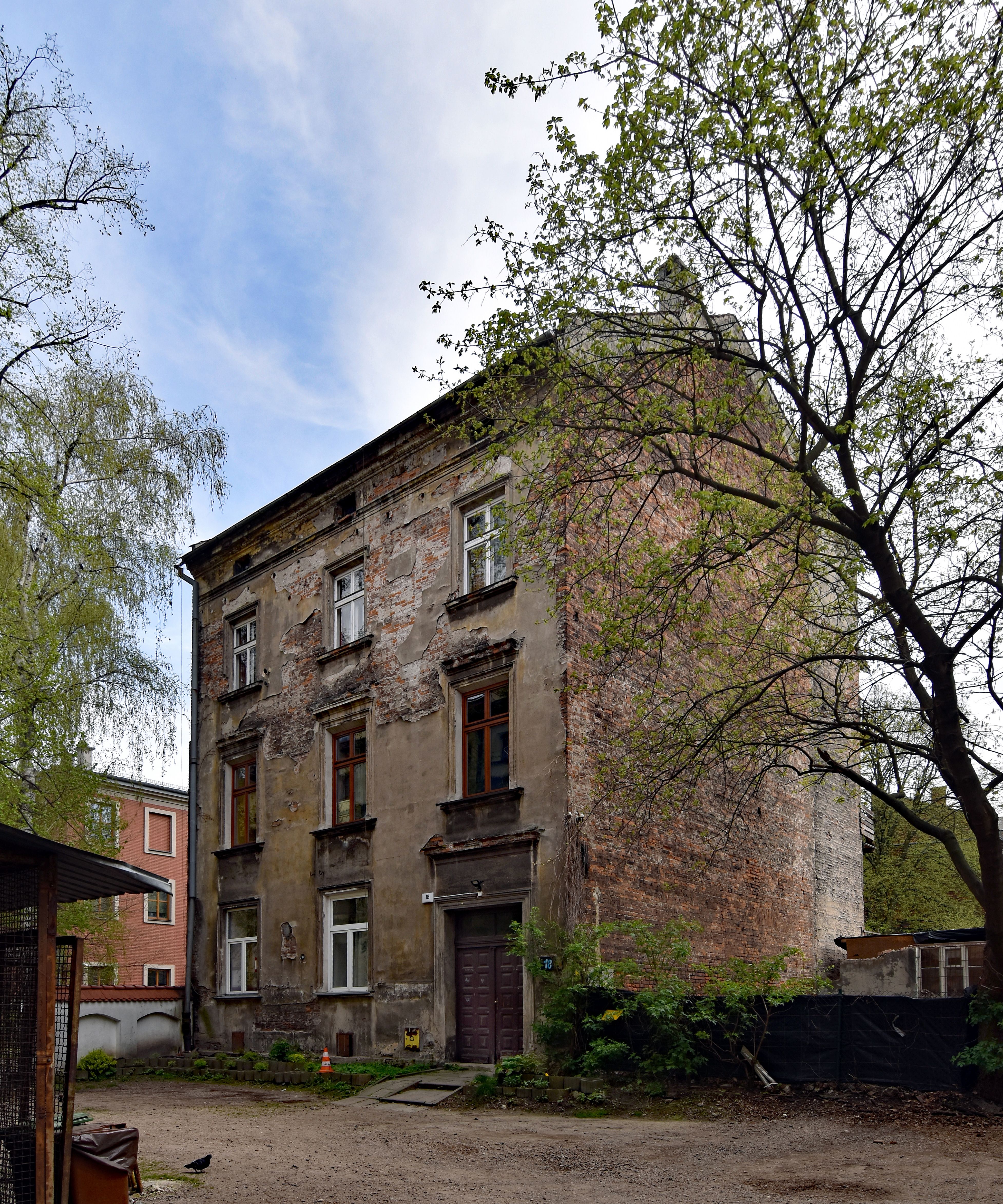
вул. Пілсудського 18 Кам'яниця де машкали імали майстерні різб'ярі: Ludwik Puget та Jacek Puget
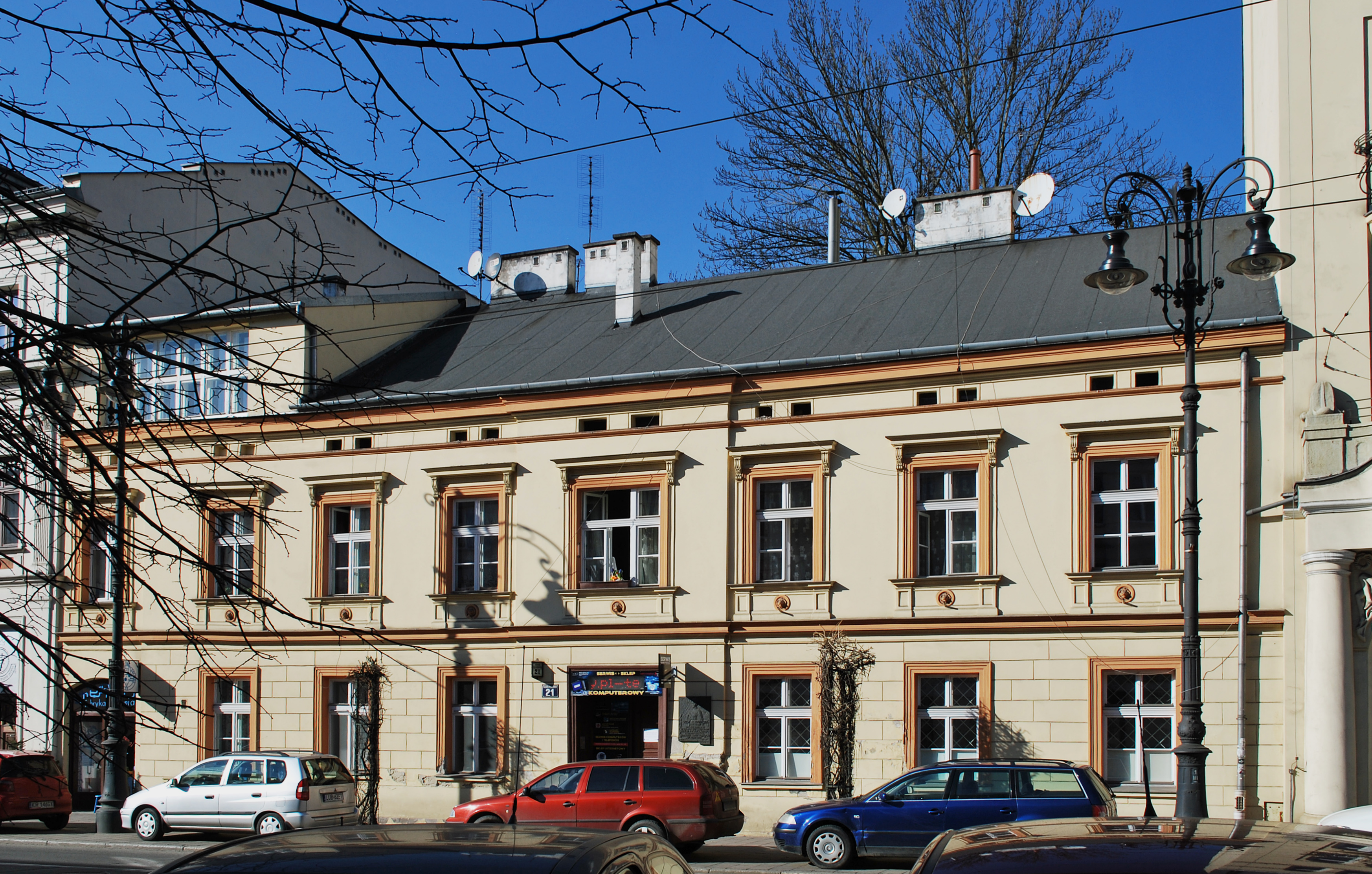
вул. Пілсудського 21 Будинок родинний Ольги Бознанської (Olga Boznańska)
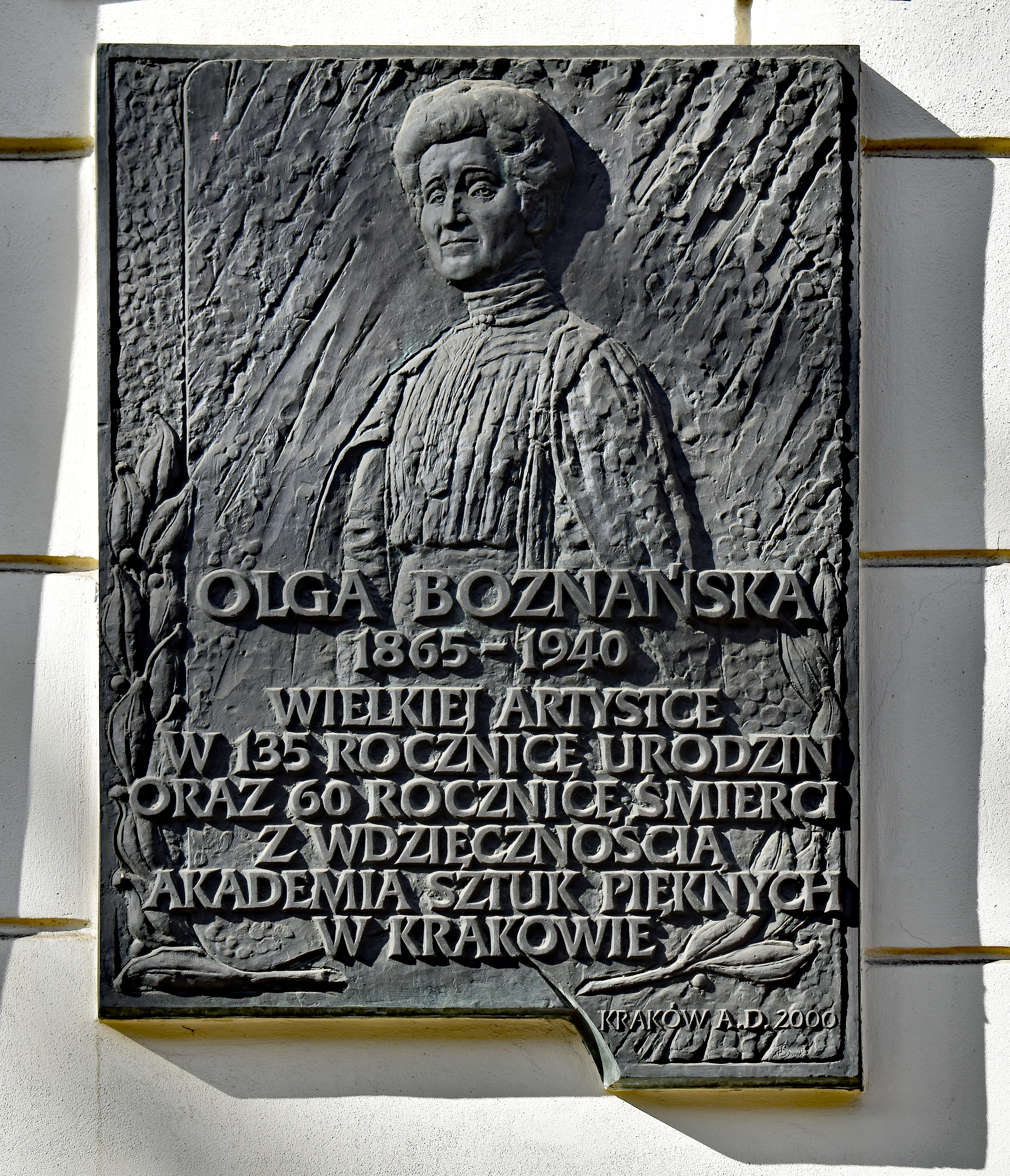
Пам'ятна дошка Ольги Бознанської
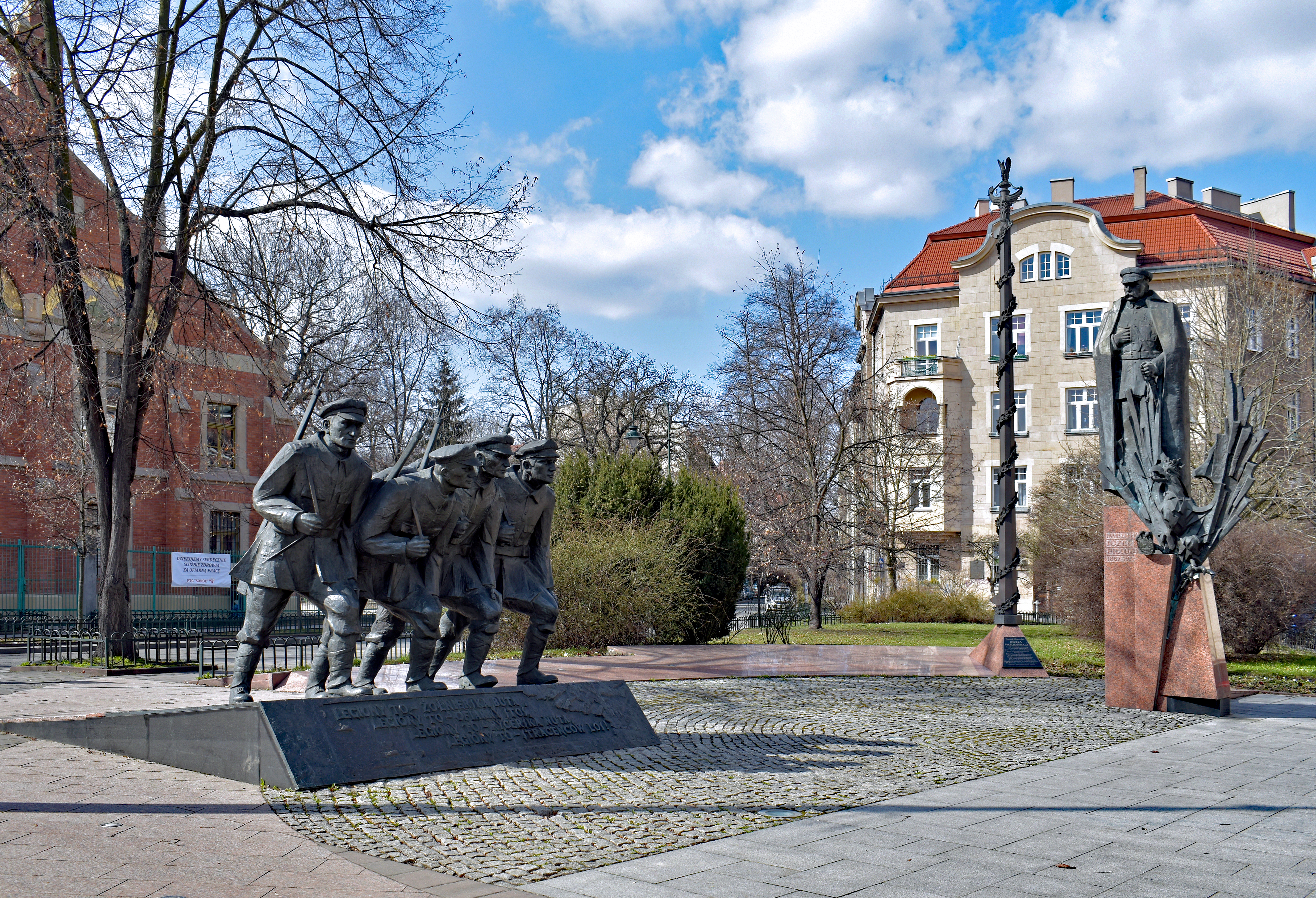
Пам'ятник Юзефу Пілсудському
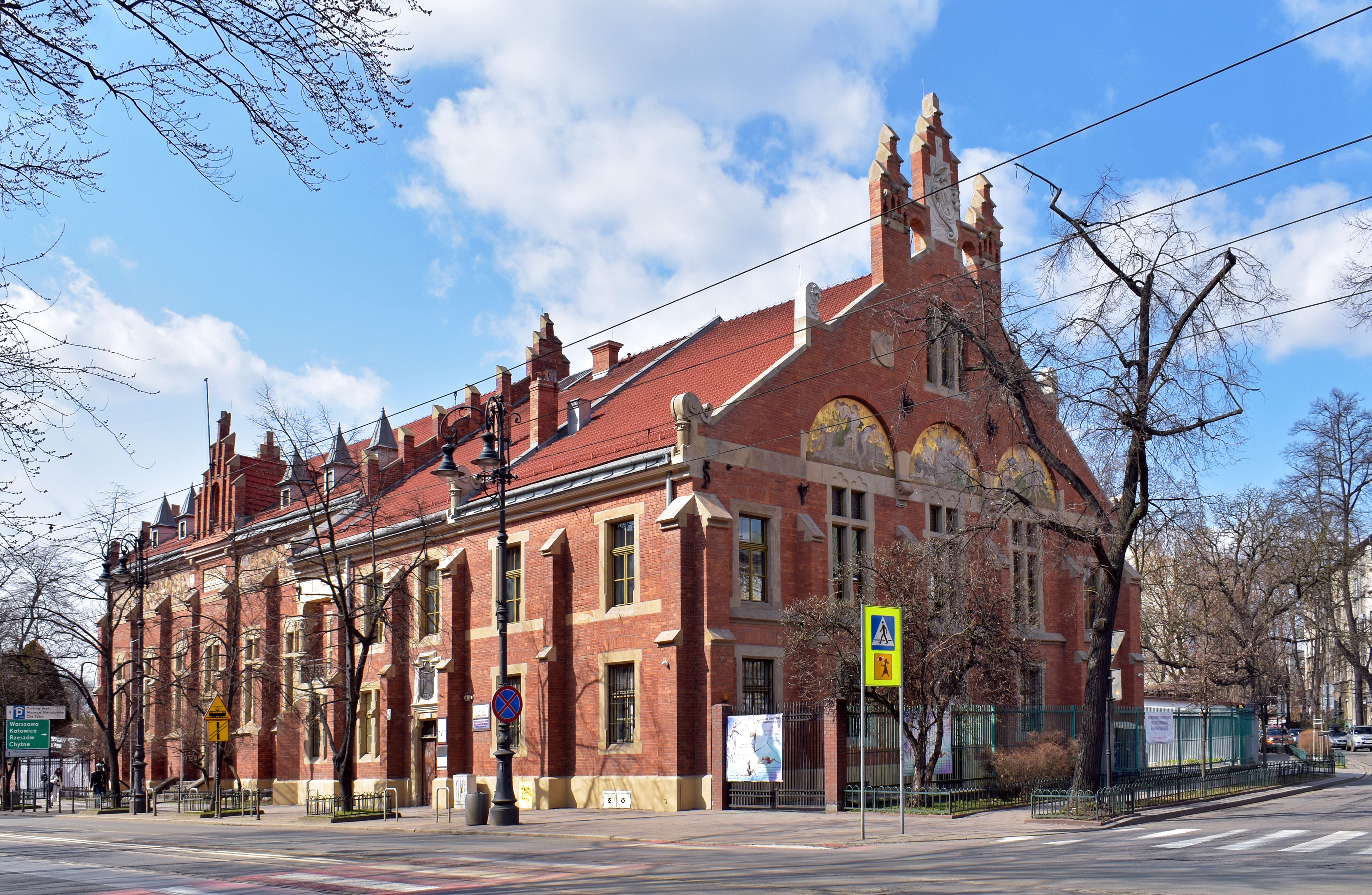
вул. Пілсудського 27 Будинок Польського гімнастичного Товариства "Сокол"
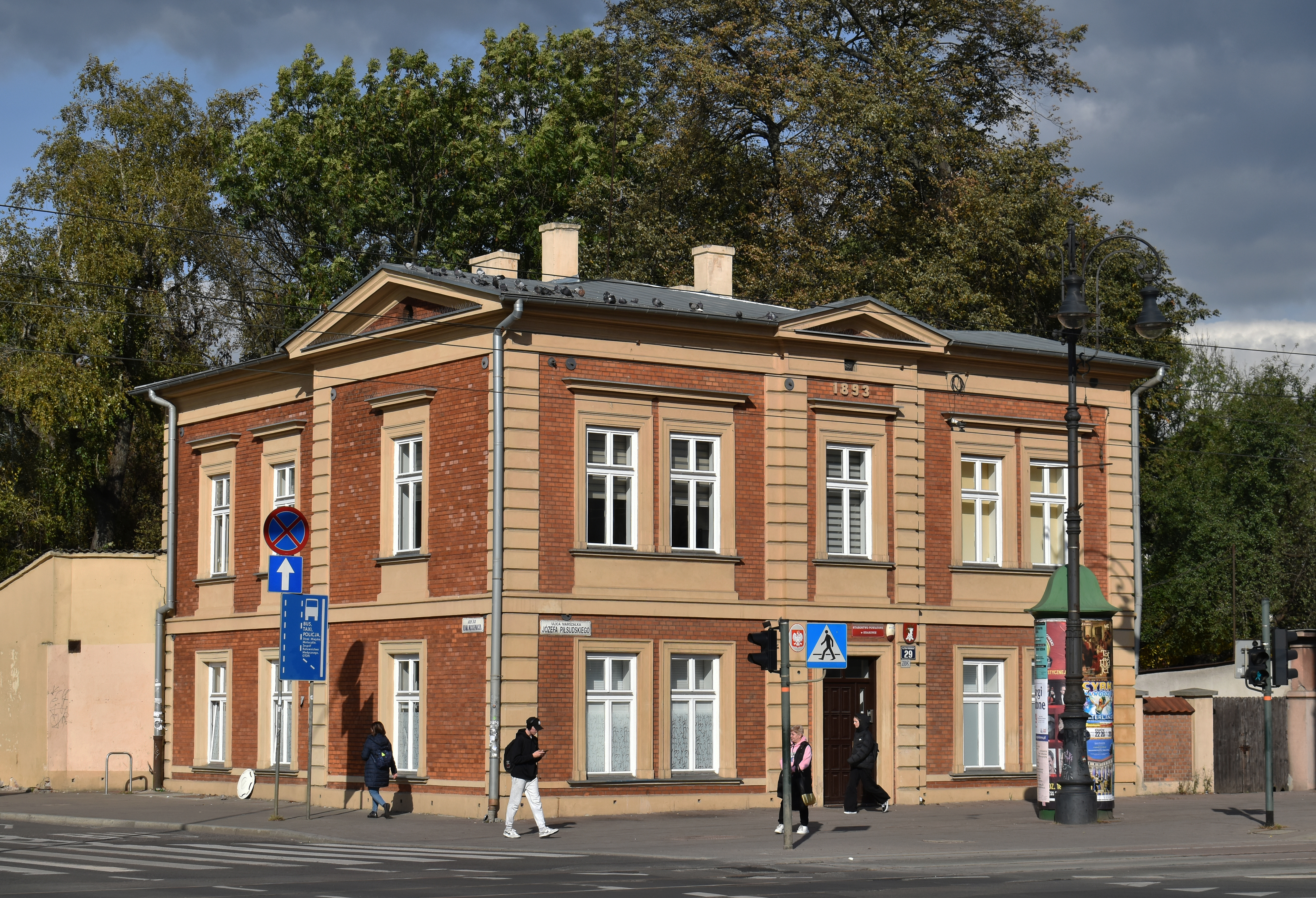
вул. Пілсудського 29 Стародавня Митниця Вольська
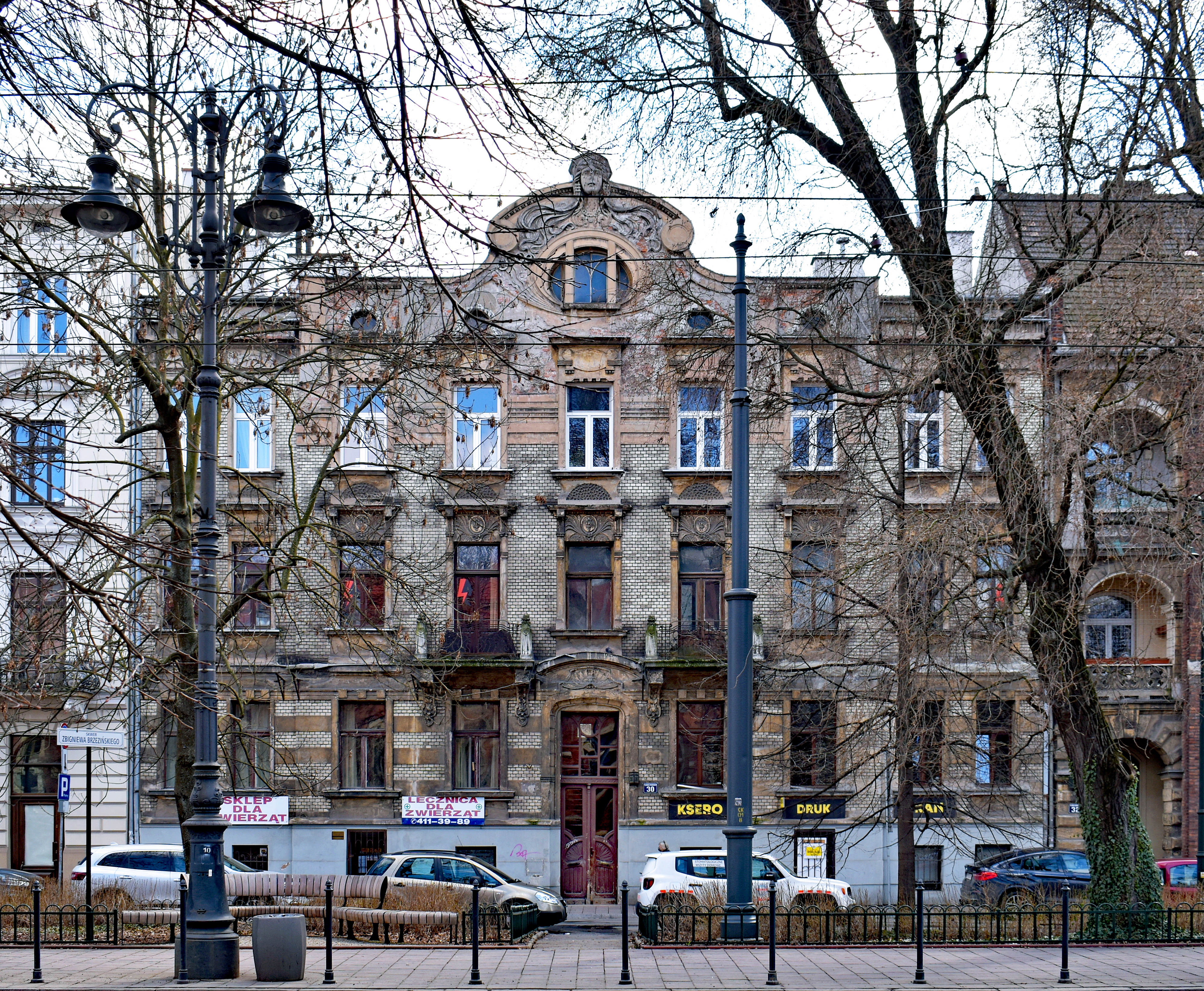
вул. Пілсудського 30 Сецесійна Кам'яниця проєкт Beniamin Torbe, 1906 р.
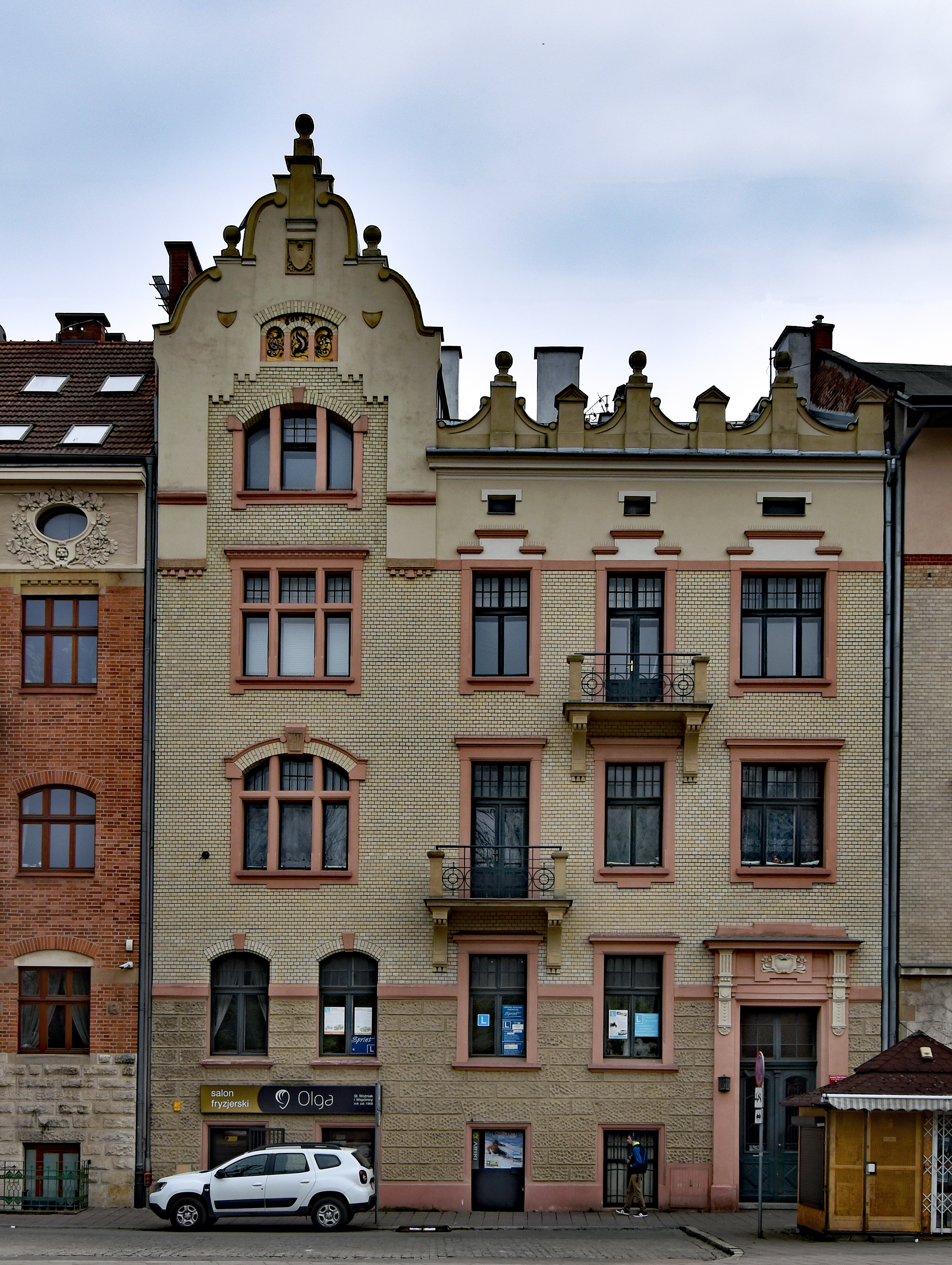
вул. Пілсудського 38 Кам'яниця, проєкт Henryk Lamensdorf (1908 р.)
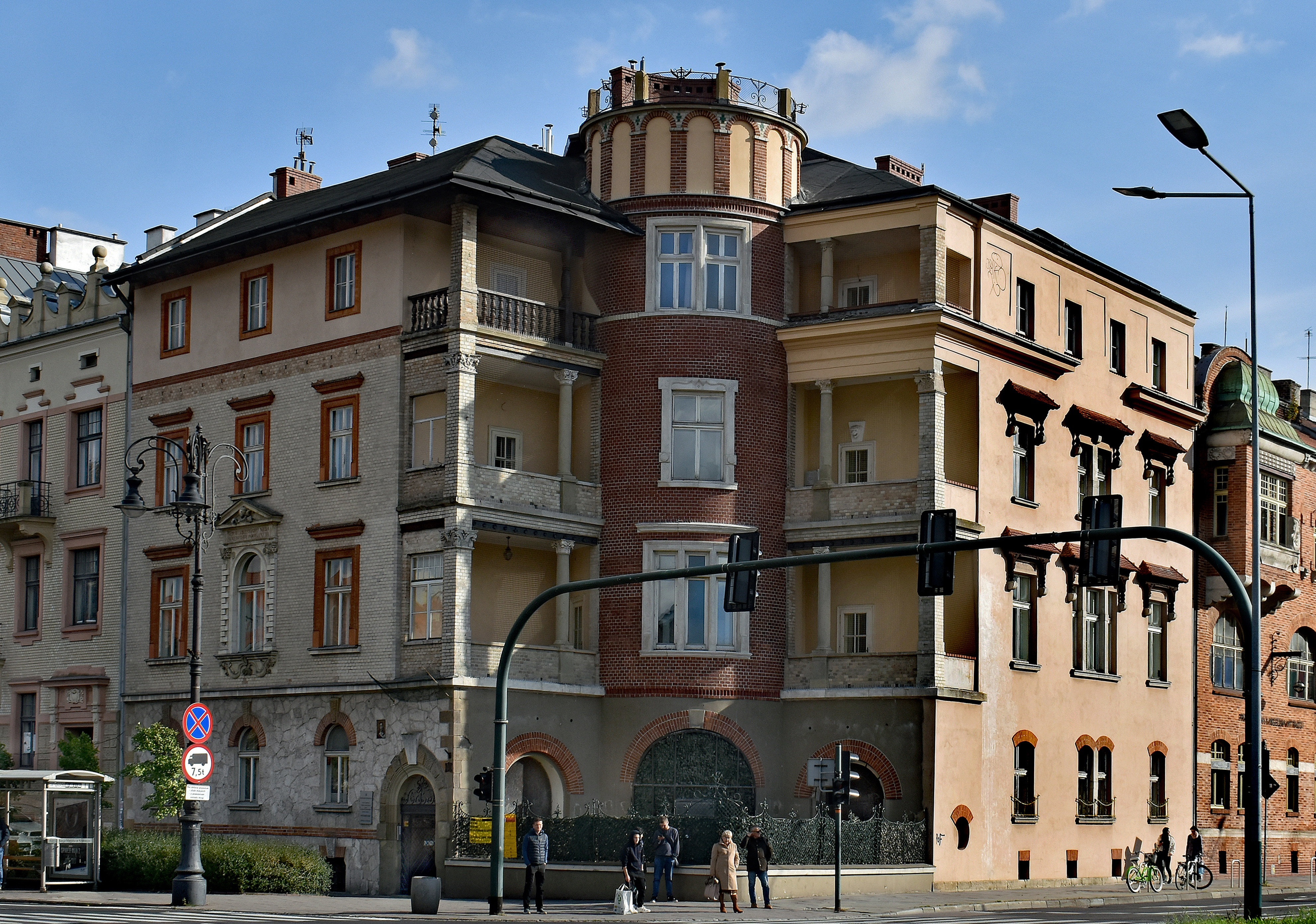
вул. Пілсудського 40 (al. Krasińskiego 25) Будинок о двух фронтонах